# Natalja Małych
Natalja Nikołajewa Małych; ros. Наталья Николаевна Малых; (ur. 8 grudnia 1993 w Wołgogradzie) – rosyjska siatkarka, reprezentantka kraju grająca na pozycji atakującej. Mistrzyni Europy 2013. Od sezonu 2017/2018 występuje w drużynie Jenisiej Krasnojarsk.

## Sukcesy klubowe
Puchar Challenge:
- 2014

Puchar Rosji:
- 2015

Puchar CEV:
- 2016

Mistrzostwo Rosji:
- 2016

## Sukcesy reprezentacyjne
Volley Masters Montreux:
- 2013
- 2014

Letnia Uniwersjada:
- 2013, 2017

Mistrzostwa Europy:
- 2013, 2015

Grand Prix:
- 2015
- 2014

## Nagrody indywidualne
- 2014: MVP Pucharu Challenge
- 2014: Najlepsza punktująca turnieju Volley Masters Montreux
- 2016: MVP i najlepsza atakująca Pucharu CEV
- 2017: Najlepsza atakująca Pucharu Rosji